# バシキーリアン
| 累代        | 代     | 紀           | 基底年代 Mya |
| ----------- | ------ | ------------ | ------------ |
| 顕生代      | 新生代 | 第四紀       | 2.58         |
| 顕生代      | 新生代 | 新第三紀     | 23.03        |
| 顕生代      | 新生代 | 古第三紀     | 66           |
| 顕生代      | 中生代 | 白亜紀       | 145          |
| 顕生代      | 中生代 | ジュラ紀     | 201.3        |
| 顕生代      | 中生代 | 三畳紀       | 251.902      |
| 顕生代      | 古生代 | ペルム紀     | 298.9        |
| 顕生代      | 古生代 | 石炭紀       | 358.9        |
| 顕生代      | 古生代 | デボン紀     | 419.2        |
| 顕生代      | 古生代 | シルル紀     | 443.8        |
| 顕生代      | 古生代 | オルドビス紀 | 485.4        |
| 顕生代      | 古生代 | カンブリア紀 | 541          |
| 原生代      | 原生代 | 原生代       | 2500         |
| 太古代      | 太古代 | 太古代       | 4000         |
| 冥王代      | 冥王代 | 冥王代       | 4600         |
| 1. 2. 3. 4. |        |              |              |

バシキーリアン（英: Bashkirian）は、国際層序委員会によって定められた地質学用語である、地質時代名の一つ。3億2320万年前（誤差40万年）から3億1520万年前（誤差20万年）にあたる、石炭紀ペンシルバニアン亜紀（後期石炭紀）を三分した前期である。前の期は前期石炭紀を三分した後期サープコビアン、続く期は後期石炭紀中期モスコビアン。模式地はロシアの沿ヴォルガ連邦管区バシコルトスタン共和国に位置する。

## 層序
バシキーリアンの最上部、すなわちモスコビアンの基底はコノドントの種 Declinognathodus donetzianus と Idiognathoides postsulcatus の初出現あるいはフズリナの Aljutovella aljutovica の初出現に近い。
バシキーリアンの基底はコノドントの種 Declinognathodus noduliferus の初出現にあたる。基底の国際標準模式層断面及び地点(GSSP)はアメリカ合衆国ネバダ州のアロー・キャニオンに分布するバトルシップ・ウォッシュ・累層にある。

## 環境
後期デボン紀の大量絶滅で衰退した生物礁はバシキーリアンで回復を見せた。日本の山口県美祢市に分布する秋吉石灰岩において、生物礁の形成過程が研究されている。サープコビアン - バシキーリアン境界直後の安定段階では、先駆者として外肛動物が出現して Donezella石灰岩を基盤に成長した後、塊状群体四射サンゴや床板サンゴが成長し、十数センチメートル程度の小規模な礁が形成された。この段階の後には各種サンゴや堆積物を成長基盤として、層孔虫様生物や造礁性海綿類ケーテテスが主体となって最大数メートル規模の大規模礁が形成された。ケーテテスは強固な基盤を必要としたが、層孔虫様生物は堆積物の直上から成長を可能とした。
ケーテテスはバシキーリアンから前期モスコビアンまで繁栄していたが、後期モスコビアン以降は秋吉帯から衰退することとなる。モスコビアンまでにゴンドワナ氷床の拡大による気候の寒冷化が始まっており、秋吉海山の位置していたパンサラッサ海はパンゲア大陸辺縁の低緯度地域よりもその影響が遅れ、バシキーリアンではまだ生物相の変化に至っていなかったことが示唆されている。
秋吉帯でバシキーリアンやモスコビアンで礁中核をなす石灰岩はP2O5の含有量が高い。ストロンチウムやナトリウムの減少、亜鉛や鉄およびマンガンの増加が大きく見られなかったため、このP2O5含有量の高さは続成作用に起因するものではないと考えられている。また、Fe2O3やAl2O3と相関がないため、二次的な沈着が要因でもないと考えられている。リンが初生的なものである場合、同時期の北部秩父帯の緑色岩形成に代表されるスーパープルームを熱源とした海洋循環が起こり、豊満な栄養塩が浅海域に供給されたことによると考えられる。

## 日本において
山口県美祢市に分布する秋吉帯石灰岩のバシキーリアン階 - 下部モスコビアン階からは、微生物由来と考えられる微小質方解石と紅藻類とされる ungdarellids が互いに層をなして成長した粒子が産出している。ungdarellids はこの時代のバインドストーン（生物の遺骸を含む炭酸カルシウムの岩石の一種）の構成成分としても多産するため、粒子はその時代の主要な被覆性造礁生物を反映していると考えられる。